# Schizachyrium exile
Schizachyrium exile är en gräsart som först beskrevs av Ferdinand von Hochstetter, och fick sitt nu gällande namn av Pilg.. Schizachyrium exile ingår i släktet Schizachyrium och familjen gräs. Inga underarter finns listade i Catalogue of Life.